# Charzyno
Charzyno (deutsch Garrin) ist ein Dorf in der Woiwodschaft Westpommern in Polen. Es gehört zu der Gmina Siemyśl (Landgemeinde Simötzel) im Powiat Kołobrzeski (Kolberger Kreis).

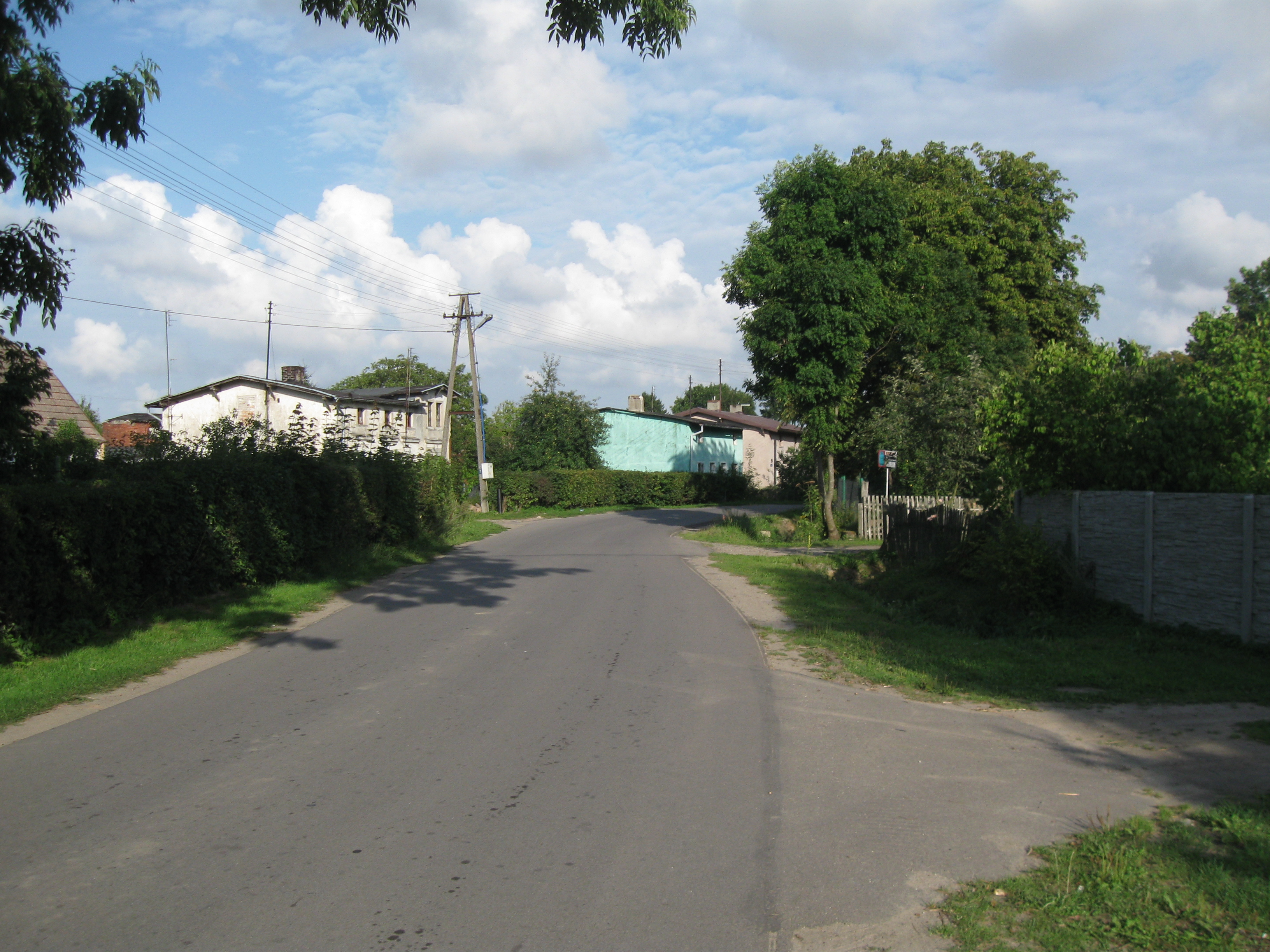
Ortsbild (Aufnahme von 2013)

## Geographische Lage
Das Dorf liegt in Hinterpommern, etwa 100 Kilometer nordöstlich von Stettin und etwa 10 Kilometer südlich von Kołobrzeg (Kolberg). Die nächsten Nachbarorte sind im Westen Niemierze (Nehmer), im Südosten Ołużna (Seefeld) und im Süden Nieżyn (Nessin). Nördlich des Dorfes erstreckt sich ein großes Waldgebiet.

## Geschichte
Das Dorf wurde im Mittelalter im Herzogtum Pommern angelegt. Es hat die Dorfform eines Angerdorfes, mit einem großen Dorfteich auf dem Anger.
Herzogin Ingardis von Pommern, die Witwe von Herzog Kasimir II., schenkte das damals „Gharin“ genannte Dorf zusammen mit den Dörfern „Bogutyn“ (Bogenthin) und „Zabow“ an die Marienkirche in Kolberg. Die Urkunde stammt aus der Zeit von 1219 bis 1222 und stellt zugleich die erste urkundliche Erwähnung von Garrin dar.
Herzog Wartislaw III., Sohn von Herzogin Ingardis, bestätigte in einer Urkunde aus dem Jahre 1253 die Schenkung und befreite zugleich die drei Dörfer von allen weltlichen Lasten, außer denen der Landesverteidigung.
Aus der Kolberger Marienkirche ging das Domkapitel Kolberg hervor. Garrin blieb jahrhundertelang in Besitz des Domkapitels, es war eines der Kapitelsdörfer.
Das in den Urkunden genannte Zabow fiel hingegen wohl noch im 13. Jahrhundert wüst, jedenfalls wurde es 1276 zuletzt genannt. Es lag wohl zwischen Garrin und Nehmer. Seine Feldmark kam an Garrin; in dem Flurnamen „Sabausches Feld“ blieb der Ortsname erhalten. Dadurch wurde Garrin eines der größten Dörfer im Kolberger Land mit einer besonders großen Feldmark.
Während des Siebenjährigen Krieges wurde Garrin von den russischen Belagerern Kolbergs zerstört, wie andere Dörfer in der Umgebung auch. Verschont blieb das Garriner Pfarrhaus, in dem der russische General Romanzow sein Quartier hatte. Durch Hunger und Seuchen starben damals so viele Einwohner, dass nach dem Siebenjährigen Krieg Einwanderer aus der Gegend von Frankfurt am Main geholt werden mussten, um alle Bauernstellen wieder zu besetzen.
Im Laufe des 19. Jahrhunderts wurden zahlreiche neue Hofstellen außerhalb des Dorfes in der Feldmark angelegt. Das Land stammte von den bisherigen großen Bauernhöfen, die aufgeteilt wurden oder von denen einzelne Landstücke verkauft wurden.
Im Jahre 1895 erhielt Garrin Bahnanschluss durch die Bahnstrecke Roman–Kolberg der Kolberger Kleinbahn. Die Strecke ist heute stillgelegt.
Bis 1945 bildete Garrin eine Gemeinde im Landkreis Kolberg-Körlin der Provinz Pommern. In der Gemeinde wurden neben Garrin keine weiteren Wohnplätze geführt.
Gegen Ende des Zweiten Weltkriegs wurde Garrin am 4. März 1945 durch die Bevölkerung geräumt und Garrin anschließend durch die Rote Armee besetzt. Die Flüchtenden wurden jedoch durch die Rote Armee überholt und kehrten überwiegend nach Garrin zurück. Das Dorf kam, wie alle Gebiete östlich der Oder-Neiße-Grenze, an Polen. Die Dorfbewohner, die nicht zuvor geflohen waren, wurden Ende 1945 und 1946 durch Polen vertrieben. Der Ortsname wurde als „Charzyno“ polonisiert.

## Kirche

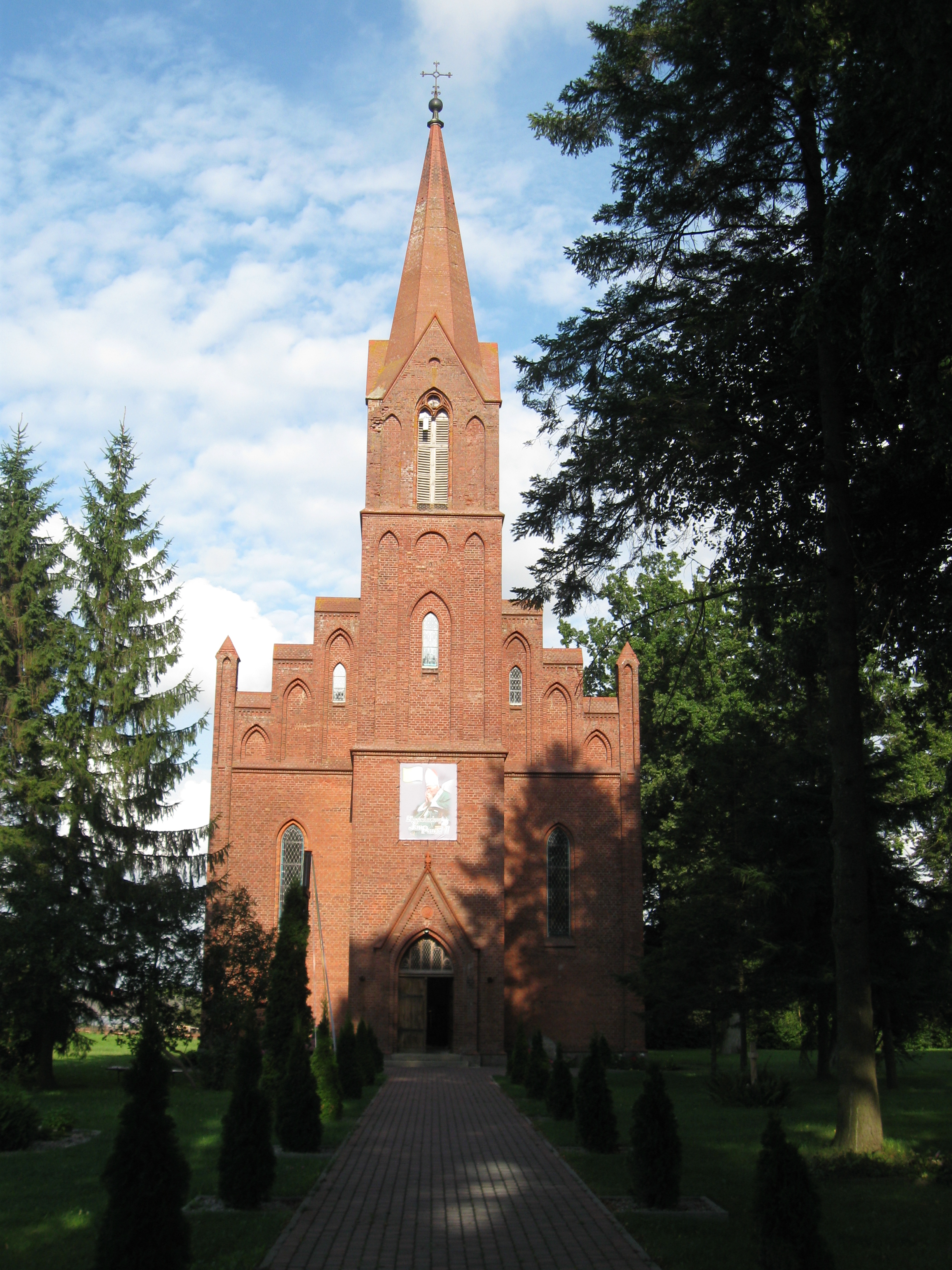
Neugotisches Kirchengebäude von 1876 (Aufnahme von 2013)

Garrin war seit dem Mittelalter der Hauptort eines Kirchspiels, zu dem außer Garrin selbst die Dörfer Rossenthin, Seefeld und Semmerow gehörten.
Das erste Kirchengebäude in Garrin wurde Ende des 13. Jahrhunderts errichtet und im Dreißigjährigen Krieg zerstört. Nach dem Dreißigjährigen Krieg wurde die Kirche als Fachwerkbau mit einem Westturm neu erbaut.
In der zweiten Hälfte des 19. Jahrhunderts erschien die Fachwerkkirche als zu klein und zu baufällig. Sie wurde abgerissen und im Jahre 1876 durch ein neues Kirchengebäude im Stil der Neugotik ersetzt. Das Gebäude war zunächst mit grün glasierten Ziegeln verkleidet, die aber später entfernt wurden.
Letzter evangelischer Pastor in Garrin war seit 1926 Siegfried Bublitz (* 1889; † 1965). Er wurde am 20. Mai 1946 im Rahmen der Vertreibung durch den polnischen Staat ausgewiesen. In Westdeutschland verfasste er für die vertriebene Bevölkerung seines Kirchspiels mehrere Ausgaben der „Garriner Heimatbriefe“.
Nach der Vertreibung eignete sich die römisch-katholische Kirche in Polen das Kirchengebäude an.

## Entwicklung der Einwohnerzahlen
- 1816: 280 Einwohner[4]
- 1855: 879 Einwohner[4]
- 1871: 855 Einwohner[4]
- 1905: 973 Einwohner[4]
- 1919: 963 Einwohner[4]
- 1933: 944 Einwohner[4]
- 1939: 930 Einwohner[4]